# С̀
Cette page contient des caractères spéciaux ou non latins. S’ils s’affichent mal (▯, ?, etc.), consultez la page d’aide Unicode.
С̀ (minuscule : с̀), appelé es accent grave, est une lettre additionnelle de l’alphabet cyrillique qui a été utilisée en komi-zyriène et tchouvache au XIXe siècle. Elle est composée du es ‹ С › diacrité d’un accent grave.

## Utilisations

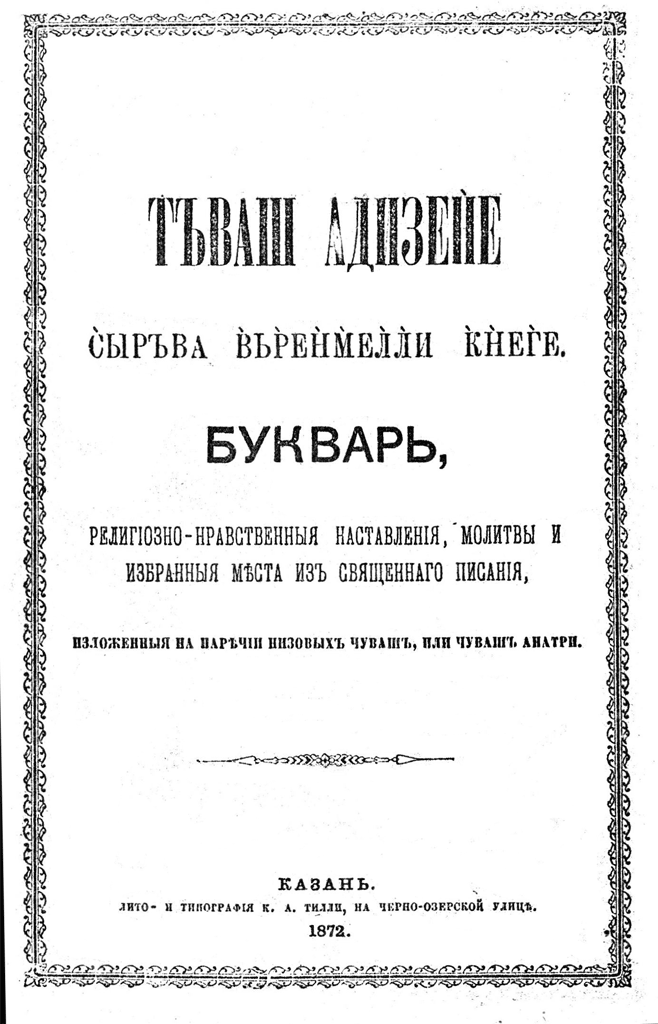
La couverture d’un syllabaire tchouvache de 1872 avec le es accent grave.

## Représentation informatique
Le es accent grave peut être représenté avec les caractères Unicode suivants :
- décomposé (cyrillique, diacritiques) :

| formes    | représentations | chaînes de caractères | points de code | descriptions                                            |
| --------- | --------------- | --------------------- | -------------- | ------------------------------------------------------- |
| capitale  | С̀               | С◌̀                    | U+0421 U+0300  | lettre majuscule cyrillique es diacritique accent grave |
| minuscule | с̀               | с◌̀                    | U+0441 U+0300  | lettre minuscule cyrillique es diacritique accent grave |